# Мортенсен, Вероника
Верони́ка Мо́ртенсен (дат. Veronica Mortensen, род. 1973) — датская джазовая певица и автор песен.

## Биография
Родилась в датском Орхусе в семье музыкантов, но выросла в Афинах. В возрасте 20 лет Вероника вернулась в Данию, чтобы заняться музыкой.
В 1996 году Вероника закончила Королевскую музыкальную академию у себя на родине, в Орхусе, а в 1998 году — консерваторию в Копенгагене.
В 2009 году Вероника Мортенсен выступала в 12 городах России в турне «передвижного» международного фестиваля «Джазовая провинция».

## Дискография
- 2003 — Pieces in a Puzzle
- 2007 — HAPPINESS is not included
- 2010 — I’m The Girl
- 2013 — Catching Waves
- 2015 — Presents Passed

Помимо собственного коллектива, певица также выступает вместе с квартетом Петера Вуста (Peter Vuust Quartet). Вместе они записали альбом «Image of Falling» (2005).
Кроме этого, Вероника приняла участие в записях множества альбомов в качестве бэк-вокалистки.